# Chier, Arad
Chier este un sat în comuna Târnova din județul Arad, Crișana, România.
Prima atestare documentară a localității Chier în anul 1325.

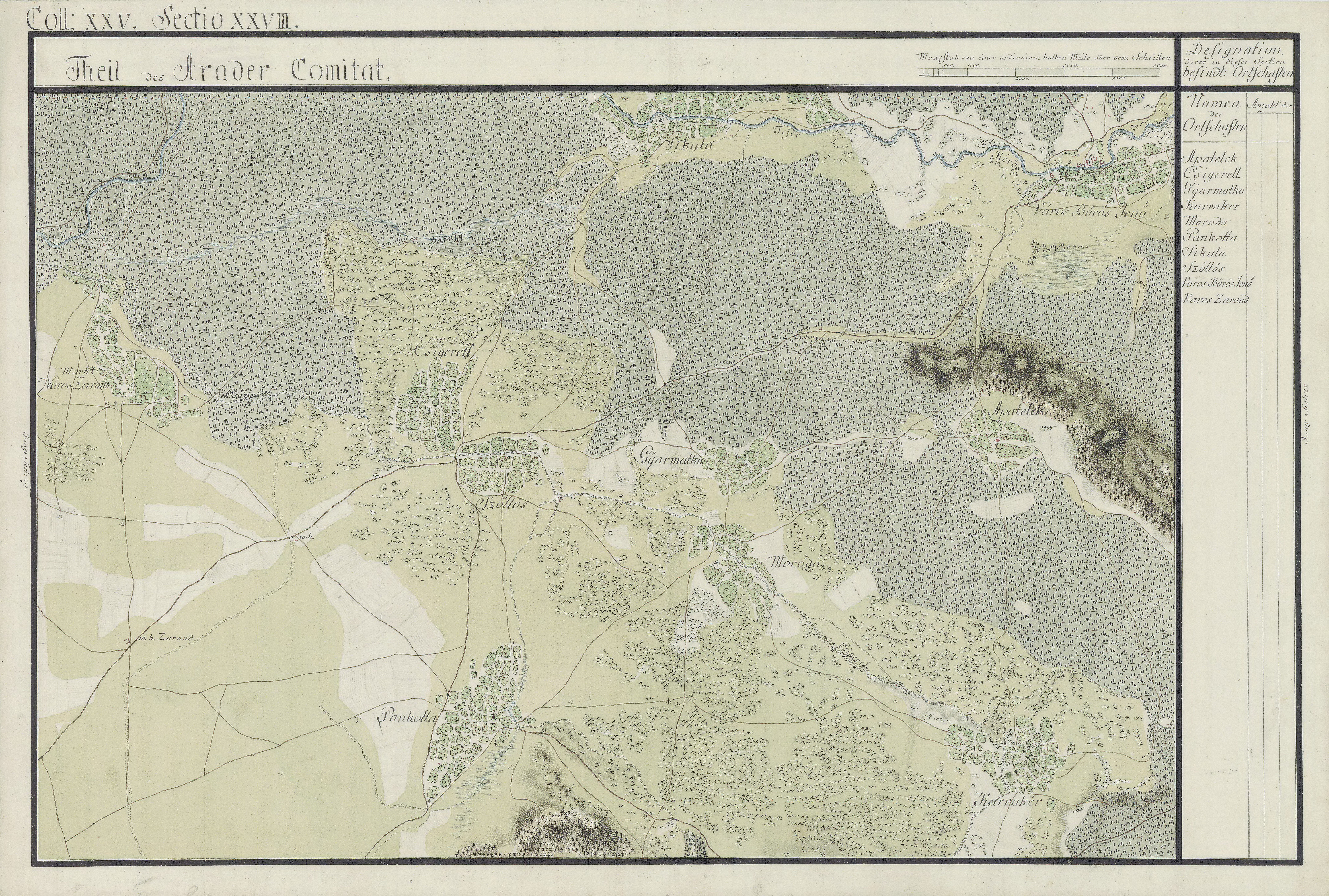
Chier în Harta Iozefină a Comitatului Arad, 1782-85

Chier are o echipă de fotbal care se numește Speranța Chier.